# نيلسون ديوي
نيلسون ديوي (بالإنجليزية: Nelson Dewey) هو سياسي أمريكي، ولد في 19 ديسمبر 1813 في لبانون في الولايات المتحدة، وتوفي في 21 يوليو 1889 في كاسفيل في الولايات المتحدة. نشط حزبياً في الحزب الديمقراطي. وقد انتخب عضو مجلس ولاية ويسكونسن وانتخب حاكم ولاية ويسكونسن ‏ (7 يونيو 1848 – 5 يناير 1852).